# Chroogomphus loculatus
Chroogomphus loculatus är en svampart som beskrevs av Trappe & O.K. Mill. 1970. Chroogomphus loculatus ingår i släktet Chroogomphus och familjen Gomphidiaceae.   Inga underarter finns listade i Catalogue of Life.